# Swionowie
     Gotów
     Swionów
     Gotlandczyków

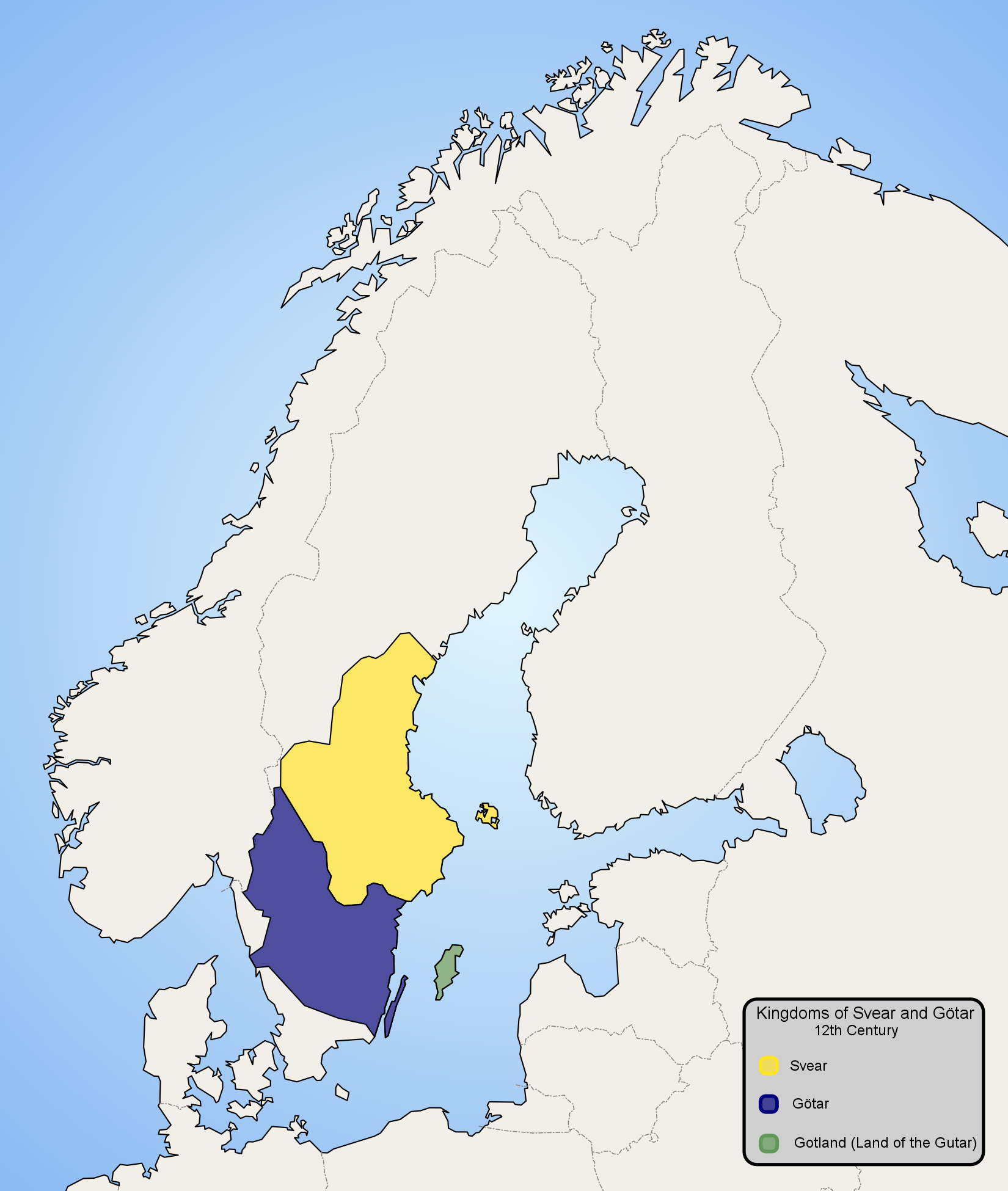
Mapa XII wiecznej Szwecji. Tereny zamieszkałe przez:
Gotów
Swionów
Gotlandczyków

Swionowie, również Swearowie (szw. Svíar, Svear) – północno-germańskie plemię żyjące w Skandynawii. W I tysiącleciu n.e. zamieszkiwali prowincję Uppland, ziemie wokół jeziora Melar na obecnym terytorium Szwecji.
Obok Gotów (szw. Götar) odegrali główną rolę w powstaniu państwa szwedzkiego. Od hasła Svearike (co oznaczało „państwo Swearów”) pochodzi nazwa Szwecji – Sverige.